# Kurt-Schwitters-Preis
Der Kurt-Schwitters-Preis ist ein von der Niedersächsischen Sparkassenstiftung gestifteter Preis zur Förderung der Bildenden Künste jedweder Art, welcher in der Regel im zweijährlichen Turnus an internationale Künstler verliehen wird. Der Preis ist mit 30.000 Euro dotiert und mit einer Ausstellung im Sprengel Museum Hannover verbunden.

## Geschichte
Am 1. Oktober 1982 wurde ursprünglich der Preis durch die Niedersächsische Landeshauptstadt Hannover ins Leben gerufen. Laut der Vergabekommission ist der Preis Künstlern zugedacht, „deren Schaffen einen wichtigen Beitrag zur zeitgenössischen Kunst leistet und Bezug zu Kurt Schwitters (1887–1948) aufweist.“ Der Preis wird nicht ausgeschrieben, die Preisträger werden von einer Jury ermittelt.

## Preisträger
- 1984: Sigmar Polke, Deutschland
- 1986: Tomas Schmit, Deutschland
- 1989: Nam June Paik, Südkorea
- 1996: Raymond Hains, Frankreich
- 1998: Thomas Schütte, Deutschland
- 2000: Gary Hill, USA
- 2002: James Coleman, Irland
- 2004: Atelier van Lieshout (AVL), Niederlande
- 2006: Rodney Graham, Kanada
- 2009: Tacita Dean, Großbritannien
- 2011: Thomas Hirschhorn, Schweiz
- 2013: Elaine Sturtevant, USA[3]
- 2015: Pierre Huyghe, Frankreich
- 2017: Theaster Gates, Vereinigte Staaten[4]
- 2019: Mika Rottenberg, Argentinien[5]
- 2022: Phyllida Barlow, Großbritannien
- 2024: Joar Nango, Norwegen[6]
- 2026: Nevin Aladağ, Deutschland